# Tukad Pangyangan
Tukad Pangyangan är ett vattendrag i Indonesien.   Det ligger i provinsen Provinsi Bali, i den sydvästra delen av landet, 900 km öster om huvudstaden Jakarta.